# Batalla d'Athens (1864)
La Batalla d'Athens  va ser lliurada en Athens, Alabama, Estats Units el 26 de gener de 1864, durant la Guerra Civil Nord-americana.

## Antecedents
El tinent coronel Moses W. Hanno del 1r de Cavalleria d'Alabama Confederada va iniciar una ofensiva al nord d'Alabama, creuant el riu Tennessee fins a arribar a Athens, defensada per un destacament de la Unió liderat pel capità Emil Adams del 9è Regiment d'Infanteria Muntada d'Illinois.

## Batalla
A la matinada del 26 de gener de 1864, al voltant de les 4:00 am, la cavalleria confederada composta per 600 homes va atacar Athens, ocupada per la Unió amb 100 soldats. Tot i que la força de la Unió no tenia cap mena de fortificació i era superada en nombre, va ser capaç de resistir l'atac confederat i els forçà a retirar-se després de dues hores de batalla.